# Тультья (приток Супры)
Тультья — река в России, протекает по Советскому району Ханты-Мансийского АО. Устье реки находится в 103 км по левому берегу реки Супра. Длина реки составляет 23 км.

## Притоки
- 7 км: Серонье (пр)
- 10 км: Сыморья (пр)

## Данные водного реестра
По данным государственного водного реестра России относится к Иртышскому бассейновому округу, водохозяйственный участок реки — Конда, речной подбассейн реки — Конда. Речной бассейн реки — Иртыш.
Код объекта в государственном водном реестре — 14010600112115300016351.